# Polzela
Polzela je naselje v Sloveniji, središče istoimenske občine in ima geografsko pomembno lego v Spodnji Savinjski dolini. Leži ob že iz rimskih časov pomembnem cestnem (V Ločici ob Savinji je bilo rimsko taborišče) križišču, ki povezuje poti iz zahodnih predelov Celjske kotline v Šaleško dolino in Zgornjo Savinjsko dolino.

## Zgodovina kraja
Polzela in njena okolica so bili že zgodaj poseljeni, saj je Mark Avrelij v času bojev med Rimljani in Germani na prostoru današnje Ločice ob Savinji zgradil mogočen obrambni tabor II. italske legije. V sami Polzeli je na vzpetini sredi kraja postavljen Grad Komenda, ki se prvič omenja 1170 pod imenom Hallenstein. Od 1323 do 1780 je bil grad v lasti malteških vitezov, po tem času pa je menjal več lastnikov. v njem je živel tudi eden izmed stricev Franceta Prešerna, ki ga je navedeni tudi redno obiskoval. 
Med sakralnimi objekti je treba omeniti cerkev sv. Marjete iz 1255. Zgradba je v osnovi romanska z gotskim zvonikom. V 18. stoletju je bila cerkev prezidana, zvonik pa so dvignili za eno nadstropje.
Na položni vzpetini na severni strani Polzele stoji grad Šenek, ki se prvič omenja leta 1288 in je prvotno imel obliko stolpa. Bil je v posesti Celjskih grofov. Po krajši vojni 1437 med Celjani in krškim škofom Janezom Schallermannom so ga Celjani sami porušili. Današnji Šenek je podkvaste oblike in je bil verjetno ponovno zgrajen v drugi polovici 15. stoletja.
Okoli 3 km severozahodno od Polzele v Založah stoji samostan Novi Klošter. Zgodovina Novega Kloštra je tesno povezana s Celjani. Friderik II. je 1453 postavil samostan in cerkev ter jo podaril redovnikom. Polzela je vasica v spodnji Savinjski dolini, ki jo sestavljaja 5 delov. To so: Polzela, Andraž, Založe, Breg pri Polzeli in Ločica ob Savinji.Čez občino tečejo potoki, Struga, Slatina in Ložnica. Večja reka pa je Savinja. 

### Pomembne osebe
V občini Polzela živi Ana Drev. Iz Polzele je publicist, scenarist Peter Zupanc (1968). Častna občanka občine Polzela je tudi Neža Maurer.